# خثار الوريد السطحي

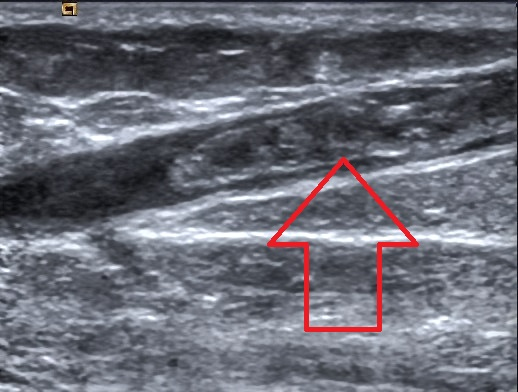

التهاب الوريد الخثاري السطحي أو خثار الوريد السطحي، هو تشكل جلطة دموية في وريد سطحي. يرافق ذلك عادةً رد فعل التهابي حول الوريد المعني، ليظهر ذلك كصلابة مؤلمة مع احمرار. لا يحمل التهاب الوريد الخثاري السطحي أهمية كبيرة من حيث المراضة والوفيات المباشرة عند مقارنته بالتهاب الوريد الخثاري العميق الذي يحدث على مستوى الجهاز الوريدي العميق. ومع ذلك، قد يؤدي التهاب الوريد الخثاري السطحي إلى مضاعفات خطيرة، بالإضافة إلى إشارته إلى مشاكل أخرى في الجسم (مثل الطفرات الجينية التي تزيد من خطر التخثر)، وبالتالي لم يعد يعتبر هذا النوع من الالتهابات حميدًا. إذا كانت الخثرة قريبة جدًا من الوصل الصافني الفخذي، سيرتفع احتمال حدوث الانصمام الرئوي؛ وهو اختلاط محتمل مهدد الحياة.
يملك التهاب الوريد الخثاري السطحي عوامل خطر مماثلة لحالات التخثر الأخرى، وقد ينشأ عن مجموعة متنوعة من الأسباب. يعتمد التشخيص على الأعراض في غالب الأحيان، ويوجد العديد من العلاجات الممكنة التي تهدف إلى تخفيف الأعراض ومنع المضاعفات.

## العلامات والأعراض
يظهر خثار الوريد السطحي سريريًا بوجود ألم ودفء واحمرار وإيلام بموضع الوريد السطحي، وقد تصبح بنية الوريد عند الجس شبيهة ببنية الحبل، وكذلك قد يكون الوريد المصاب قاسيًا على مدى طوله الكامل. يميل خثار الوريد السطحي إلى إصابة الساقين، ولكنه قد يؤثر على أي وريد سطحي (كالأوردة الموجودة في الذراعين على سبيل المثال). 

### المضاعفات
قد يؤدي خثار الوريد السطحي في الأطراف السفلية إلى مضاعفات خطيرة تنتقل فيها الخثرة الدموية إلى الرئتين لتسبب الانصمام الرئوي الذي يُشكِّل حالة خطرة ومهددة للحياة. يحدث ذلك بسبب إمكانية انتقال الخثرة من الأوردة السطحية إلى الأوردة العميقة للأطراف السفلية. في عينة من الفرنسيين، كانت النسبة المئوية للأشخاص الذين عانوا من خثار الوريد السطحي والانصمام الرئوي تُقدَّر بنحو 4.7٪. في نفس العينة، عانى نحو 24.6٪ من المرضى من خثار الأوردة العميقة المرافق لخثار الأوردة السطحية. مع ذلك، تفتقر الأوردة السطحية إلى الدعم العضلي، ولهذا يكون احتمال انفصال الخثرة وتحركها من مكانها لتسبب الانصمام الرئوي قليل جدًا.
قد يتكرر خثار الوريد السطحي بعد شفائه، وتسمى هذه الحالة «التهاب الوريد الخثاري الهاجر». قد يكون التهاب الوريد الخثاري الهاجر أحد المضاعفات الناجمة عن اضطرابات أكثر خطورة كالسرطان وحالات فرط الخثار الأخرى.

## الأسباب
تعود معظم حالات خثار الأوردة السطحية في الساقين إلى الدوالي. ومع ذلك، لا يطور معظم الأشخاص الذين يعانون من الدوالي خثارًا في الأوردة السطحية. تحدث معظم حالات خثار الأوردة السطحية في الطرفين العلويين بسبب وضع قثطرة وريدية فيها.
يشترك التهاب الوريد الخثاري السطحي بعوامل خطورة معينة مؤهبة للخثار مع غيره من الأمراض الخثارية الأخرى (كالتهاب الوريد الخثاري العميق مثلًا). تشمل عوامل الخطر هذه ما يلي: العمر والسرطان وقصة إيجابية سابقة للانصمام الخثاري والحمل واستخدام موانع الحمل الفموية (التي تحتوي على هرمون الاستروجين) والعلاج باستخدام الهرمونات البديلة وقصة جراحة حديثة وبعض أمراض المناعة الذاتية (خاصة أمراض بهجت وبورغر). تشمل عوامل الخطر الأخرى الشلل (الركودة) وتنظير البطن.
قد تساهم حالات فرط الخثار الوراثية في تطور التهاب الوريد الخثاري السطحي، ومن هذا الحالات: طفرة العامل الخامس ليدن وطفرة البروثرومبين 20210 أ وعوز البروتين S والبروتين C وعوز مضاد الثرومبين الثالث والعامل الثاني عشر.